# Прапор Нової Ушиці
Прапор Нової Ушиці — прапор селища Нова Ушиця Хмельницької області. Затверджений на XV сесії селищної ради VII скликання від 17 жовтня 2019 року № 1.

## Опис
Прямокутне полотнище, яке складається з двох площин. Верхня половина прапора зеленого кольору, нижня – червоного кольору. Між зеленою та червоною частинами, у лівій частині розміщений герб Нової Ушиці.